# A2 (автомагистраль, Нидерланды)
Автомагистраль A2 (нидерл. Rijksweg 2, Autosnelweg 2 или A2) — скоростная автодорога Нидерландов.
Автомагистраль начинается у развязки Амстел на пересечении с окружной автомагистралью  и заканчивается на границе с Бельгией недалеко от города Эйсден, далее дорога продолжается как бельгийская автомагистраль E 25. Шоссе соединяет Амстердам с такими крупными городами как Утрехт, Хертогенбос, Эйндховен и Маастрихт. Длина автомагистрали составляет 217 км.